# Peng Shaosheng

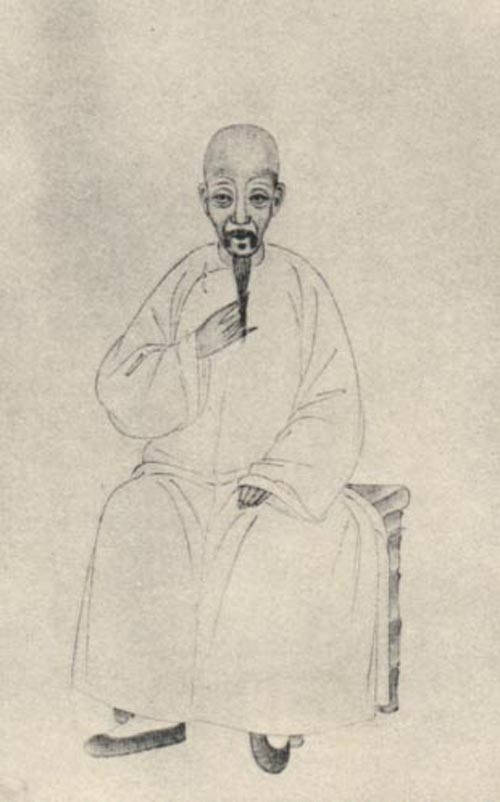
Ilustração chinesa de Peng Shaosheng

Peng Shaosheng (彭紹升‎, 1740–1796) foi um acadêmico-praticante budista leigo e literato durante a dinastia Qing. Ele também era conhecido pelos apelidos Erlin Jushi (二林居士) e Zhiguizi (知歸子, "mestre que conhece seu verdadeiro lar"), bem como pelo nome do Darma budista Jiqing (際清).
Peng é conhecido por sua síntese do Budismo da Terra Pura e do Budismo Huayan, bem como por suas coleções biográficas das vidas de eminentes leigos, leigas e sábios da Terra Pura. Ele também realizou a maior compilação de transcrições de mensagens mediúnicas por meio de escrita de espíritos (fuji) no período Qing inicial, a partir do arquivo de sessões realizadas por quatro gerações de sua família. A coleção que fez de relatos do pós-vida de espíritos budistas serviam-lhe também para explicar a relação entre a moralidade individual e os vários reinos de transmigração e graus de renascimento na Terra Pura.

## Vida
Peng era natural de Changzhou (Jiangsu) e vinha de uma família de elite chinesa de importantes estudiosos confucionistas imperiais, muitos dos quais tinham sido funcionários do governo. Peng passou no exame provincial quando tinha dezoito anos e, aos vinte e dois, ficou em décimo oitavo lugar no exame do palácio, recebendo o grau de jinshi (進士). Peng estudou inicialmente os clássicos chineses e também o neoconfucionismo, especialmente a Escola da Mente (xinxue 心学) de Wang Yangming e Lu Xiangshan. Ele também desistiu de uma carreira governamental para estudar em particular e até praticou o taoísmo por três anos.
Ele inicialmente escutava o darma budista junto com amigos Xue Qifeng e Wang Jin. Shaosheng usava o confucionismo para ajudar a interpretar o budismo, e vice-versa, e passou a louvar a prática do caminho da Terra Pura do nianfo. Peng se tornou vegetariano aos vinte e nove anos. Aos trinta e quatro anos, ele também estudou com o Mestre Chan Shiding (實定) e recebeu os preceitos do Bodisatva. Shaosheng escreveu diversas obras e desenvolveu ao longo de sua vida uma síntese baseada no conceito de mente-apenas do Terra Pura, junto com os ensinos do Chan, de Zhu Xi e Wang Yangming.
Daniel Burton-Rose afirma que Peng Shaosheng era o maior propagandista ideológico de seu clã, com o mais renomado membro tendo sido seu bisavô, Peng Dingqiu. Os Pengs eram conhecidos por sua filantropia sistemática. Dentre as obras de caridade construídas por Shaosheng, são citadas uma "fonte liberadora de qi" e uma casa para viúvas castas.
Peng Dingqiu manteve um altar de escrita de espíritos por mais de 40 anos, no qual alegadamente foram recebidas diversas obras mediúnicas. Dingqiu afirmava de maneira explícita que seu método de escrita de espíritos (fuji) era diferente dos rituais contemporâneos, pois ele portava diretamente uma caneta em suas mãos, sozinho, durante a comunicação mediúnica―um método que se tornou amplamente difundido após seu exemplo.
Segundo Shaosheng, na época de seu bisavô (década de 1660) havia três altares de escrita de espíritos na cidade de Suzhou, administrados pela elite, que fazia um monopólio controlando a autoridade de mensagens mediúnicas e que ofereceu resistência à prática solitária dos Pengs. Shaosheng, por volta de seus 30 anos de idade, participou de uma séance no Altar de Jade (Yutan), que era o resultado de uma unificação administrativa daqueles três altares da cidade e continuava ativo. Ele foi um patrocinador dele e, em sua época, há registro de que a prática apresentava algumas inovações: um de seus líderes, Chen Jisi, afirmava que sua escrita de espíritos era feita junto com técnica de visualização meditativa, em que alegava ouvir os espíritos transcendentes e registrava suas falas.

Peng Shaosheng também era um praticante de escrita de espíritos e compilou textos de escrita espiritual e transcrições de sessões mediúnicas. Ele defendia essa prática como um método para reunir o Céu e a Humanidade e provar que as pessoas poderiam renascer na Terra Pura após a morte. Por exemplo, Peng veio a saber por meio das mensagens de espíritos que sua falecida esposa havia renascido na "terra dos relaxados e indolentes" (Xie man guo), um local de transição antes de chegar à Terra Pura, devido ao seu grau de ignorância e realização dos preceitos budistas. A comunicação da sessão de fuji também contou a Peng que, nesse mesmo lugar em que sua esposa estava, também se encontravam a sobrinha dela Tao Shan e um amigo de Peng, Lu Shiquan. Apesar desses dois últimos terem sido muito bem versados no budismo, eles não mantiveram totalmente os votos morais. Peng assim interpretou:
"Minha esposa observou os preceitos budistas mais rigorosamente do que as duas pessoas, embora sua compreensão do darma budista seja inferior a essas duas pessoas. De acordo com a causa e efeito cármicos, é razoável que ela tenha tido um renascimento no Xie man guo com [Qionglou e Jintang], e ela irá eventualmente renascer na Terra Pura."
As mulheres da família de Peng, incluindo sua esposa, sua nora Tao Shan e suas duas filhas, eram notórias por sua devoção espiritual e composições reconhecidas por contemporâneos. Um comentarista aponta que elas constituíram uma "linhagem de perfumada radiância" e que foi graças às gerações de mulheres de sua família, incluindo sua bisneta Peng Dingsheng, que, apesar da perda de coleções de livros em crises e guerras, a memória e obra de Peng Shaosheng foi preservada.

## Pensamento

### Sobre os três ensinamentos
Peng Shaosheng manteve seu respeito pelo confucionismo ao longo de sua vida, sempre defendendo a harmonia entre o confucionismo e o budismo (assim como com o taoísmo). Segundo Peng, o significado final dos três ensinamentos (Confucionismo, Taoísmo e Budismo) é o mesmo, pois todos apontam para a mesma natureza. Assim, os adeptos dos três ensinamentos que discutiam entre si faziam-no "por não terem percebido que a verdade da natureza humana é constante dentro de nós, que nos princípios fundamentais não há diferenças a serem encontradas. Eles olhavam apenas para os ramos, colhiam as folhas: como poderiam perceber o todo?".
Peng participou de vários debates escritos com literatos confucionistas como Dai Zhen (1724–1777) e Yuan Mei (1716–1797) para defender o budismo contra suas críticas. Em sua defesa do budismo, Peng insiste que o objetivo budista pode ser encontrado na vida leiga, como membro da família e compatriota. Ele também argumentou que as práticas budistas realmente ajudam as pessoas a cumprir melhor seus deveres sociais (e, como tal, também contribuem para o objetivo do confucionismo). Por isso, ele argumentou que ambos os ensinamentos estavam em harmonia. Como parte do seu projeto para estabelecer esta harmonia, Peng incluiu histórias nas suas biografias de leigos budistas que exemplificavam as virtudes confucionistas.

### Terra Pura e Huayan
A fé de Peng na terra pura foi motivada pela sua leitura do Sutra Avatamsaka, um sutra que ele via como sendo orientado para a prática da Terra Pura. Peng entendeu o método da Terra Pura de um ponto de vista Huayan e escreveu obras como o Tratado sobre o Huayan-Nianfo-Samadhi para explicar esta síntese Huayan-Terra Pura.
De acordo com Peng, o Buda universal Vairocana (do sutra Avatamsaka) e o Buda Amitaba são na verdade o mesmo Buda e, portanto, a terra pura de Sukhavati de Amitabha é a mesma que o Mundo do Tesouro de Lótus do Buda Vairocana. Como tal, Peng sustentou que os numerosos métodos ensinados no Avatamsaka (especialmente a prática dos dez votos de Samantabhadra) levaram, em última análise, ao objetivo do renascimento na mesma terra pura. Além disso, Peng viu o princípio Huayan da interpenetração de princípios e fenômenos como uma indicação de que essas terras puras eram mutuamente interligadas e não duais com todos os mundos do universo (e da mesma forma, todos os Budas também eram interligados dessa maneira). Por isso, recitar o nome do Buda Amitaba pode levar a uma visão de todos os Budas e à realização do Darma encontrado no Sutra Avatamsaka. Peng também sustentou que recitar o Sutra Avatamsaka levaria ao nascimento no nível mais alto da Terra Pura.
De acordo com Peng, o Sutra Avatamsaka ensina duas formas fundamentais de recitação do Buda (nianfo): Nianfo universal (contemplação de muitos ou de todos os Budas do universo) e nianfo exclusivo (em um único Buda). Peng sustentou que, em última análise, ambas as formas formam uma única unidade. Peng também organiza a prática do nianfo em cinco formas:
- A lembrança do Corpo do Darma (Darmacaia) do Buda, a verdade suprema, a Assimetria, que é inerente à natureza de todos os seres. Isso se refere ao Buda como a própria natureza de cada um.
- A recordação das virtudes do Buda que leva à compreensão da aparência ilimitada dos Budas.
- A recordação do nome do Buda, que é o meio hábil mais conveniente e leva à percepção de todos os Budas.
- A recordação do Buda Vairocana, que pode levar à realização do "único e verdadeiro Dharmadhatu", que abrange tudo no universo e também é a unidade de todos os Budas e terras.
- A recordação de Amitaba que realiza os dez votos de Samantabhadra e, em última análise, não é diferente da recordação de Vairocana.

### Ética
Peng Shaosheng entendeu o caminho da Terra Pura como um trabalho através do princípio subjacente de “ressonância simpática” ou “estímulo e resposta” (ganying). Este princípio sustenta que a obtenção da Terra Pura ocorre por meio da interação da pessoa a ser salva e do Buda. Devido a isso, Peng sustenta que alguém pode deixar de renascer na Terra Pura se suas falhas morais impedirem sua fé e devoção. Por isso, ele viu o desenvolvimento da compaixão e do cultivo moral (através da observância dos preceitos budistas), bem como a compreensão dos ensinamentos budistas, como cruciais para o caminho budista da Terra Pura. Segundo Peng, aqueles que não mantiveram a ética budista ou não entenderam os ensinamentos budistas podem, em vez disso, renascer na terra da fronteira para a Terra Pura, a "terra dos relaxados e arrogantes" (Xie man guo 懈慢國), um lugar que está além dos seis reinos e de onde se pode fazer a transição para a Terra Pura. Peng também encorajou o comportamento ético por meio da doutrina dos nove graus de renascimento na Terra Pura. Segundo sua visão, o bom comportamento ético poderia levar ao nascimento em um grau mais elevado de renascimento na Terra Pura (levando a uma obtenção mais rápida do estado de Buda).

Peng também sustentava que recitar o nome do Buda permitia que alguém alcançasse a perfeição moral nesta vida:
"Quando alguém medita/recita o nome do Buda Amitābha por um momento, naquele momento ele se torna o Buda; se alguém medita/recita o nome do Buda a cada momento, ele se torna o Buda a cada momento. Se a mente de alguém é pura, a terra é pura."
Peng vinculou sua visão budista de perfeição moral, iluminação e fé (que ele via como idênticas) com conceitos confucionistas como a visão de Wang do "conhecimento inato do bem" (liangzhi 良知) e a ideia confucionista de zhishan (o bem supremo). Como tal, ele sustentou que a ética confucionista e budista eram fundamentalmente as mesmas e também escreveu: “[Cantar] Amituofo é a extensão do conhecimento inato do bem”.
O pensamento de Peng Shaosheng influenciou figuras posteriores, em particular o seu ensino enraizado no budismo Chan. De acordo com Hongyu Wu, "os primeiros reformadores do final do Qing e período republicano inicial, como Gong Zizhen 龔自珍 (1792-1841), Wei Yuan 魏源 (1794-1857), Yang Wenhui 楊文會 (1837-1911) e Tan Sitong 譚嗣同 (1865-1898) foram todos em dívida com seu pensamento e prática budista."

## Obras
As obras de Peng Shaosheng incluem:
- Comentário sobre o Despertar da Fé no Mahayana (無量壽經起信論) em três volumes,
- Um Tratado sobre os Fundamentos da Visualização do Sutra da Vida Infinita (觀無量壽佛經約論) em um volume,
- Um Tratado sobre os Fundamentos do Sutra de Amitabha (阿彌陀經約論) em um volume,
- Um Tratado sobre Resolução de Dúvidas no Único Veículo (一乘決疑論) em um volume,
- Um Tratado sobre o Samadhi da Atenção Plena do Buda no Sutra da Guirlanda de Flores (華嚴經念佛三昧論) em um volume,
- Biografias de Leigos (居士傳) em cinquenta e seis volumes,
- Biografias de Mulheres Virtuosas (善女人傳) em dois volumes,
- Obras coletadas de Erlin Jushi (二林居集) em vinte e quatro volumes,
- Obras reunidas de Yi Xing (一行居集) em oito volumes,
- Poemas Harmoniosos de Erlin (二林唱和詩),
- Poemas Coletados sobre Observar o Rio (觀河集),
- Poemas Coletados sobre a Medição do Mar (測海集), cada um em um volume,
- Biografia do Príncipe Yixiang, o Gracioso e Sábio (和碩怡賢親王允祥傳).
- Registro dos Seres Sagrados da Terra Pura (淨土聖賢錄) em nove volumes, compilado por Peng, seu sobrinho Peng Xisu e outros.

Além disso, Peng Shaosheng esteve envolvido na publicação e compilação dos Três Sutras da Terra Pura.